# Torskgrund
Torskgrund är ett skär i Åland (Finland). Det ligger i Bottenhavet, Skärgårdshavet eller Ålands hav och i kommunen Eckerö i landskapet Åland, i den sydvästra delen av landet. Ön ligger omkring 33 kilometer nordväst om Mariehamn och omkring 300 kilometer väster om Helsingfors.
Öns area är 2 hektar och dess största längd är 310 meter i nord-sydlig riktning. I omgivningarna runt Torskgrund växer i huvudsak barrskog. Runt Torskgrund är det glesbefolkat, med 8 invånare per kvadratkilometer.. Närmaste större samhälle är Hammarland, 15,3 km sydost om Torskgrund.